# أندري ليبيديف
أندري ليبيديف (بالروسية: Лебедев, Андрей Владимирович)‏ (2 يناير 1963 - ) هو لاعب كرة قدم روسي (وحمل سابقاً جنسية الاتحاد السوفيتي) في مركزي الوسط والدفاع. لعب مع روبين كازان وسبارتاك فلاديكافكاز وشينيك ياروسلافل ولوكوموتيف موسكو ونادي براغي وFC FShM Moscow ‏ وFC Lokomotiv Nizhny Novgorod ‏ وFC Druzhba Arzamas ‏ وFC MEPhI Moscow ‏ وأسمرال موسكو.

## وصلات خارجية
- أندري ليبيديف على موقع قاعدة بيانات كرة القدم.إي يو (الإنجليزية)